# Casa del 51 de Market Street
La Casa del 51 de Market Street  es una casa histórica ubicada en Nueva York, Nueva York. La Casa del 51 de Market Street se encuentra inscrita como un Hito Histórico Neoyorquino en la Comisión para la Preservación de Monumentos Históricos de Nueva York al igual que en el Registro Nacional de Lugares Históricos desde el 29 de julio de 1977.  

## Ubicación
La Casa del 51 de Market Street se encuentra dentro del condado de Nueva York en las coordenadas 40°42′42″N 73°59′42″O / 40.711667, -73.995.